# Youssef Boutros Estephan
Youssef Estephan (in arabo: يوسف السادس اسطفان; Ghosta, 1729 – Ghosta, 22 aprile 1793) è stato arcieparca di Beirut e patriarca della Chiesa maronita con il nome di Youssef VI Boutros (in italiano: Giuseppe VI Pietro).

## Biografia
Youssef Estephan nacque a Ghosta, distretto di Kisrawan, in Libano nel 1729. Studiò nel collegio di Propaganda Fide a Roma, dove rimase dal 1739 al 1751. Ritornato in Libano il 21 maggio 1752 fu ordinato sacerdote dallo zio Youhanna Estephan, e nell'agosto 1754 fu consacrato arcieparca di Beirut, succedendo allo zio, ritiratosi dalla sede.
Mentre era a Beirut, ebbe modo di entrare in conflitto con il patriarca Toubia Boutros El Khazen, perché si rifiutò di appoggiare le modifiche operate dal patriarca alle sedi diocesane della Chiesa maronita e perché il patriarca lo accusava di essere stato ordinato vescovo a 23 anni, due anni prima dell'età canonica prevista dalla legislazione maronita.
Alla morte di Toubia Boutros, il sinodo elettorale si riunì nel monastero di Mar Challita ed il 9 giugno 1766 elesse nuovo patriarca Youssef Estephan, che prese il nome di Youssef Boutros. La sua elezione fu confermata da papa Clemente XIII nel concistoro del 6 aprile 1767.
Il nuovo patriarca pose la sua residenza nel monastero di San Giuseppe Al-Hosn di Ghosta. Tra i suoi primi atti, ci fu quello di celebrare un sinodo della Chiesa maronita, al fine di applicare la riforma della disciplina ecclesiastica stabilita dal sinodo maronita del 1736. Condivise i suoi progetti con il papa, che gli rispose il 2 agosto 1767 approvando la sua iniziativa. Forte di questo appoggio, preparò il sinodo che fu celebrato fra il 16 ed il 21 settembre 1768 alla presenza del delegato apostolico, il francescano Luigi da Bastia, custode di Terra Santa. Propaganda Fide approvò gli atti del sinodo, ma con alcune modifiche.
Un'altra iniziativa volta alla formazione religiosa e teologica dei seminaristi maroniti fu la trasformazione del monastero di Ain-Warqa in seminario nazionale, inaugurato il 14 gennaio 1789.
Inoltre per meglio difendere gli interessi della Nazione maronita, nominò un suo rappresentante ufficiale presso la corte del re di Francia; e chiese ed ottenne che un notabile maronita, lo sceicco Ghandour Sa'd El Khoury, fosse nominato da Luigi XVI console francese a Beirut.
Queste iniziative di Youssef Estephan ed il suo desiderio di riformare la disciplina ecclesiastica sollevarono contro di lui un'energica opposizione, in particolare tra i vescovi ed i monaci, che cominciarono contro di lui una campagna di diffamazione e di discredito. Nel 1771 sette vescovi maroniti e alcuni membri della famiglia El Khazen scrissero al papa lamentandosi degli atteggiamenti del patriarca. In specifico al patriarca fu rinfacciato di intrattenere relazioni sospette con la religiosa, mistica e visionaria Hindiyya al-'Ujaimi, fondatrice della congregazione del Sacro Cuore: devoto del Sacro Cuore, Estephan, come il suo predecessore, approvò la congregazione di Hindiyya. Ma le maldicenze contro la religiosa finirono per ricadere anche sul patriarca.
Roma ordinò una prima visita canonica, affidata al francescano Valeriano di Prato nel 1773, cui ne seguì un'altra nel 1775, affidata al francescano Pietro Craveri di Moretta. In base ai rapporti redatti dai due legati apostolici, papa Pio VI decretò il 17 luglio 1779 la sospensione del patriarca da tutte le sue funzioni amministrative e giuridiche, tranne quelle legate al potere d'ordine, ingiungendogli di raggiungere Roma per spiegare i suoi atteggiamenti. Decretò inoltre la soppressione della congregazione del Sacro Cuore; e Hindiyya al-'Ujaimi, accusata di visioni immaginarie, fu costretta a ritirarsi in convento ritrattando tutte le sue pretese rivelazioni. Contestualmente fu nominato un vicario patriarcale nella persona di Mikhail Khazen, eparca titolare di Cesarea.
Il patriarca intraprese il viaggio per Roma, ma il suo stato di salute gli impedì di lasciare il Libano, trovando rifugio tra i carmelitani del Monte Carmelo. Nel frattempo il 21 luglio 1780 il vicario Mikhail Khazen, alla presenza del delegato apostolico Moretta, celebrò un sinodo per riportare la pace nella Nazione maronita.
La situazione cambiò per Youssef Estephan quando incominciò ad emergere la verità attorno alla sua persona. Questo lavoro di riabilitazione fu opera di un giovane sacerdote, Youssef Tyan, futuro patriarca, il quale si impegnò a raccogliere le giuste informazioni in patria e poi si recò a Roma per perorare la causa di Estephan. Il 28 settembre 1784 Pio VI riabilitò il patriarca e lo reintegrò in tutte le sue funzioni.
Dopo la reintegrazione, il patriarca indisse due sinodi, il 6-11 settembre 1786, i cui atti però non furono approvati da Propaganda Fide, e il 3-8 dicembre 1890 a Bkerké.
Youssef Estephan morì il 22 aprile 1793 nel monastero di Ghosta, dove fu sepolto.

## Genealogia episcopale e successione apostolica
La genealogia episcopale è:
- Patriarca Youhanna Bawab
- Patriarca Jirjis Rizqallah
- Patriarca Stefano Douayhy
- Patriarca Yaaqoub Boutros Awwad
- Patriarca Semaan Boutros Awwad
- Patriarca Youssef Boutros Estephan

La successione apostolica è:
- Vescovo Michel El-Khazen (1767)
- Patriarca Philibos Boutros El Gemayel (1767)
- Patriarca Youssef Boutros Tyan (1786)
- Patriarca Youhanna Boutros Helou (1786)
- Vescovo Ignace El-Khazen (1787)
- Vescovo Gabriel Konaider (1787)